# Enrico Minutoli

Kardinalswappen (modernes Schema)

Enrico Capece Minutoli, zuweilen auch Minutulo (* in Neapel; † 17. Juni 1412 in Bologna) war ein Kardinal der Römischen Kirche.

## Leben und Wirken

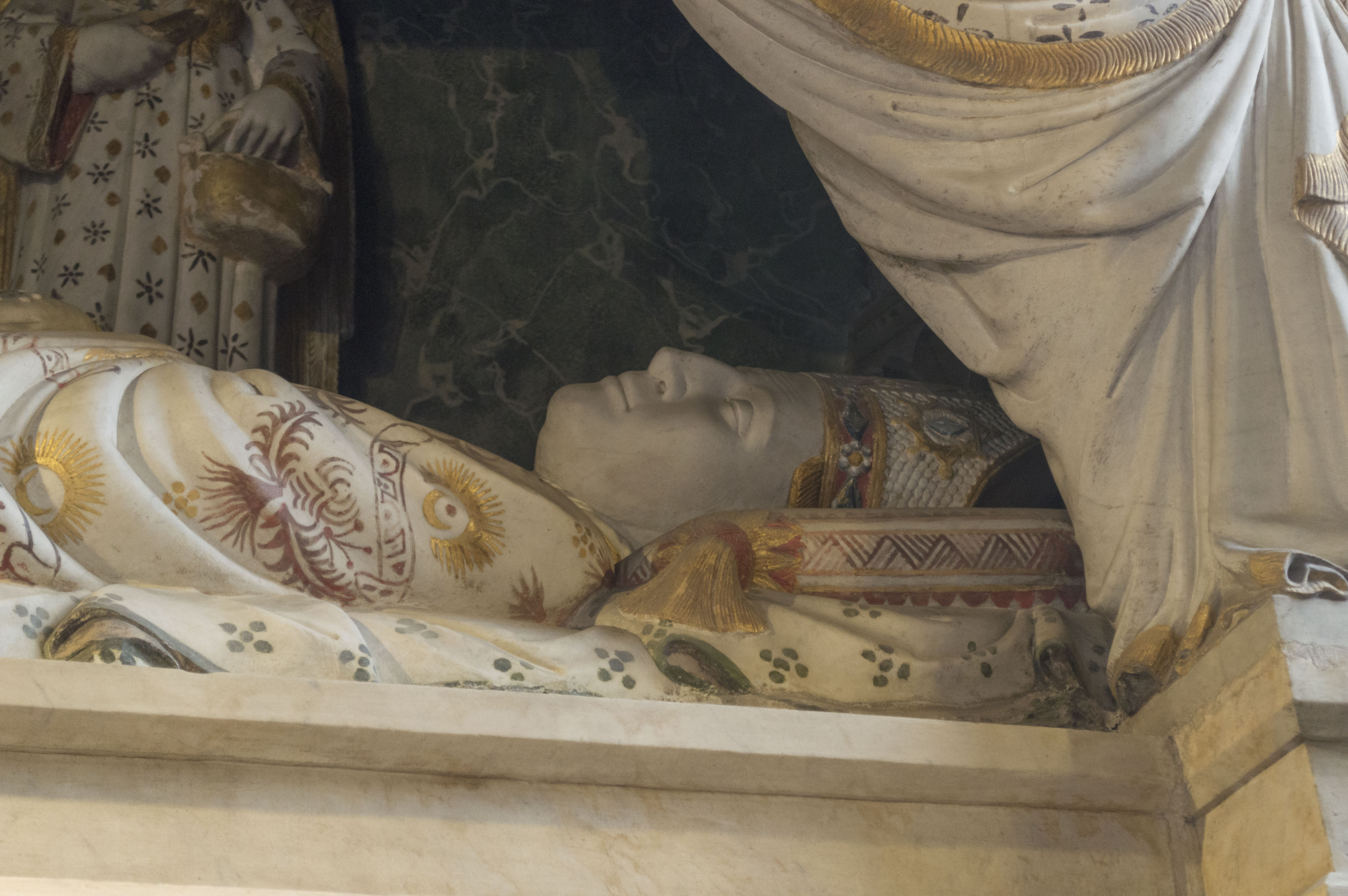
Grabmal des Kardinals (Dom von Neapel)

1382 wurde er von Papst Urban VI. zum Bischof von Bitonto ernannt, 1383 zum Erzbischof von Trani. Im September 1389 wurde er auf den erzbischöflichen Stuhl von Neapel transferiert. Papst Bonifatius IX. ernannte ihn am 18. Dezember 1389 zum Kardinalpriester mit der Titelkirche Santa Anastasia. Die Verwaltung des Erzbistums Neapel hatte er bis 1399 inne. Unter Gregor XII. wurde er 1406 Kämmerer des Heiligen Kardinalskollegiums, was er bis zu seinem Tode blieb. Im Mai 1408 wurde Minutoli schließlich Dekan des Kardinalskollegiums. 1409 schloss er sich dem Konzil von Pisa an, von 1409 bis 1412 war er Kardinalbischof von Sabina.
Sein Grabmal befindet sich in der Minutolikapelle der Kathedrale von Neapel.